# Taekwondo en los XXI Juegos Centroamericanos y del Caribe
Se detallan los resultados de las competiciones deportivas para la especialidad de Taekwondo
en los XXI Juegos Centroamericanos y del Caribe.

## Taekwondo
El campeón de la especialidad Taekwondo fue  México.

### Medallero
Los resultados del medallero por información de la Organización de los Juegos Mayagüez 2010
fueron:

#### Medallero Total
País anfitrión en negrilla. La tabla se encuentra ordenada por la cantidad de medallas de oro.
| Núm.  | País                 | Oro | Plata | Bronce | Total | Orden por Total |
| ----- | -------------------- | --- | ----- | ------ | ----- | --------------- |
| 1     | México               | 4   | 6     | 2      | 12    | 1               |
| 2     | República Dominicana | 4   | 3     | 4      | 11    | 2               |
| 3     | Venezuela            | 3   | 0     | 8      | 11    | 2               |
| 4     | Colombia             | 2   | 2     | 1      | 5     | 5               |
| 5     | Puerto Rico          | 2   | 0     | 6      | 8     | 4               |
| 6     | Guatemala            | 1   | 2     | 2      | 5     | 5               |
| 7     | Costa Rica           | 0   | 1     | 2      | 3     | 7               |
| 8     | Aruba                | 0   | 1     | 1      | 2     | 8               |
| 9     | Guyana               | 0   | 1     | 0      | 1     | 11              |
| 10    | Haití                | 0   | 0     | 2      | 2     | 8               |
| 10    | Trinidad y Tobago    | 0   | 0     | 2      | 2     | 8               |
| 12    | El Salvador          | 0   | 0     | 1      | 1     | 11              |
| 12    | Jamaica              | 0   | 0     | 1      | 1     | 11              |
| TOTAL | TOTAL                | 16  | 16    | 32     | 64    |                 |

Fuente: Organización de los XXI Juegos Centroamericanos y del Caribe

#### Medallero por Género
País anfitrión en negrilla. La tabla se encuentra ordenada por la cantidad de medallas de oro.
| Clasificación por Oro | País                 | Hombres | Hombres | Hombres | Hombres | Mujeres | Mujeres | Mujeres | Mujeres | TOTAL | Clasificación por Total |
| Clasificación por Oro | País                 |         |         |         | Total   |         |         |         | Total   | TOTAL | Clasificación por Total |
| 1                     | México               | 2       | 3       | 1       | 6       | 2       | 3       | 1       | 6       | 12    | 1                       |
| 2                     | República Dominicana | 3       | 1       | 2       | 6       | 1       | 2       | 2       | 5       | 11    | 2                       |
| 3                     | Venezuela            | 1       | 0       | 5       | 6       | 2       | 0       | 3       | 5       | 11    | 2                       |
| 4                     | Colombia             | 1       | 0       | 0       | 1       | 1       | 2       | 1       | 4       | 5     | 5                       |
| 5                     | Puerto Rico          | 1       | 0       | 2       | 3       | 1       | 0       | 4       | 5       | 8     | 4                       |
| 6                     | Guatemala            | 0       | 1       | 1       | 2       | 1       | 1       | 1       | 3       | 5     | 5                       |
| 7                     | Costa Rica           | 0       | 1       | 1       | 2       | 0       | 0       | 1       | 1       | 3     | 7                       |
| 8                     | Aruba                | 0       | 1       | 0       | 1       | 0       | 0       | 1       | 1       | 2     | 8                       |
| 9                     | Guyana               | 0       | 1       | 0       | 1       | 0       | 0       | 0       | 0       | 1     | 11                      |
| 10                    | Haití                | 0       | 0       | 2       | 2       | 0       | 0       | 0       | 0       | 2     | 8                       |
| 10                    | Trinidad y Tobago    | 0       | 0       | 1       | 1       | 0       | 0       | 1       | 1       | 2     | 8                       |
| 12                    | El Salvador          | 0       | 0       | 0       | 0       | 0       | 0       | 1       | 1       | 1     | 11                      |
| 12                    | Jamaica              | 0       | 0       | 1       | 1       | 0       | 0       | 0       | 0       | 1     | 11                      |
| TOTAL                 | TOTAL                | 8       | 8       | 16      | 32      | 8       | 8       | 16      | 32      | 64    |                         |

Fuente: Organización de los XXI Juegos Centroamericanos y del Caribe